# Денисенко, Даниил Юрьевич
Дании́л Ю́рьевич Дени́сенко (укр. Даніїл Юрійович Денисенко; 15 августа 2006, Киев) — украинский футболист, полузащитник ковалёвского «Колоса».

## Клубная карьера
Денисенко начал свою футбольную карьеру в Киеве, занимаясь в детско-юношеских командах «Арсенал-Киев» и футбольной академии «Арсенал». Позднее он присоединился к академии «Колоса». В сезоне 2022/23 выступал за юношескую команду «Колоса» в юношеском чемпионате Украины.
25 мая 2024 года впервые был включён в заявку основной команды «Колоса» на матч Премьер-лиги Украины против луганской «Зари», однако весь матч провёл на скамейке запасных. Дебютировал в Премьер-лиге 1 декабря 2024 года в домашнем матче против киевского «Динамо», выйдя на поле на 70-й минуте.

## Карьера в сборной
6 сентября 2023 года Денисенко дебютировал за юношескую сборную Украины (U-18) в товарищеском матче против сборной США (U-17), выйдя на замену на 72-й минуте. Также в сентябре 2023 года дважды попадал в заявку сборной на товарищеские матчи, но на поле не выходил.